# Mellantjärnen (Ljusdals socken, Hälsingland)
Mellantjärnen är en sjö i Ljusdals kommun i Hälsingland och ingår i Delångersåns huvudavrinningsområde.